# Séno
Séno ist eine Provinz in der Region Sahel im westafrikanischen Staat Burkina Faso. In Séno leben vor allem Angehörige der Fulbe. Die Provinz grenzt im Osten an den Nachbarstaat Niger.
| Nr. | Departement/Gemeinde |
| --- | -------------------- |
| 1   | Bani                 |
| 2   | Dori                 |
| 3   | Falagountou          |
| 4   | Gorgadji             |
| 5   | Sampelga             |
| 6   | Seytenga             |